# دوشیزه‌ماهی چهارخطه
دوشیزه‌ماهی چهارخطه (نام علمی: Dascyllus melanurus) نام یک گونه از تیره شقایق‌ماهیان است.